# Jules Guyot

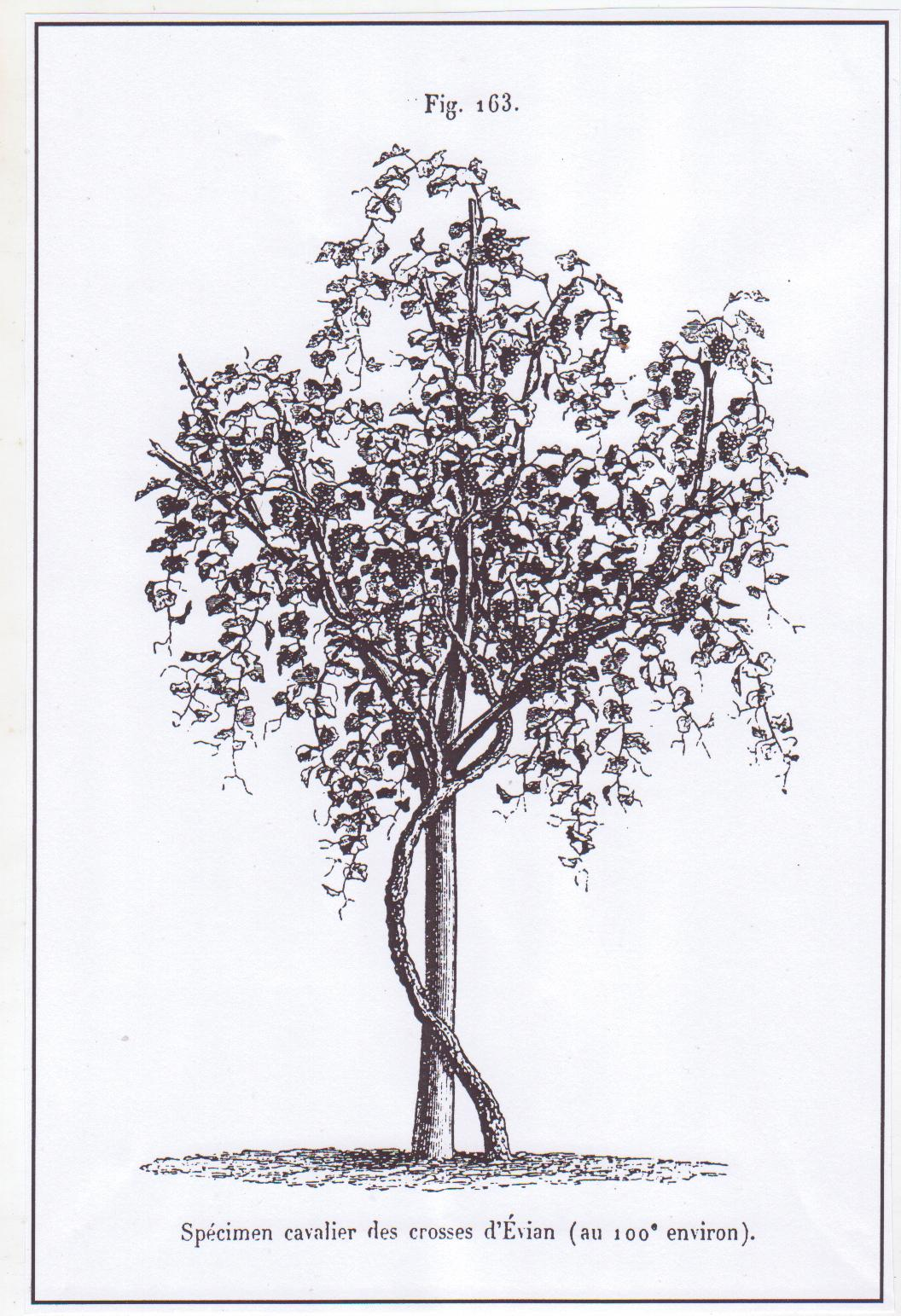
Een wijnstok, gesnoeid à la Crosse d'Évian. Illustratie uit de Étude du vignoble français

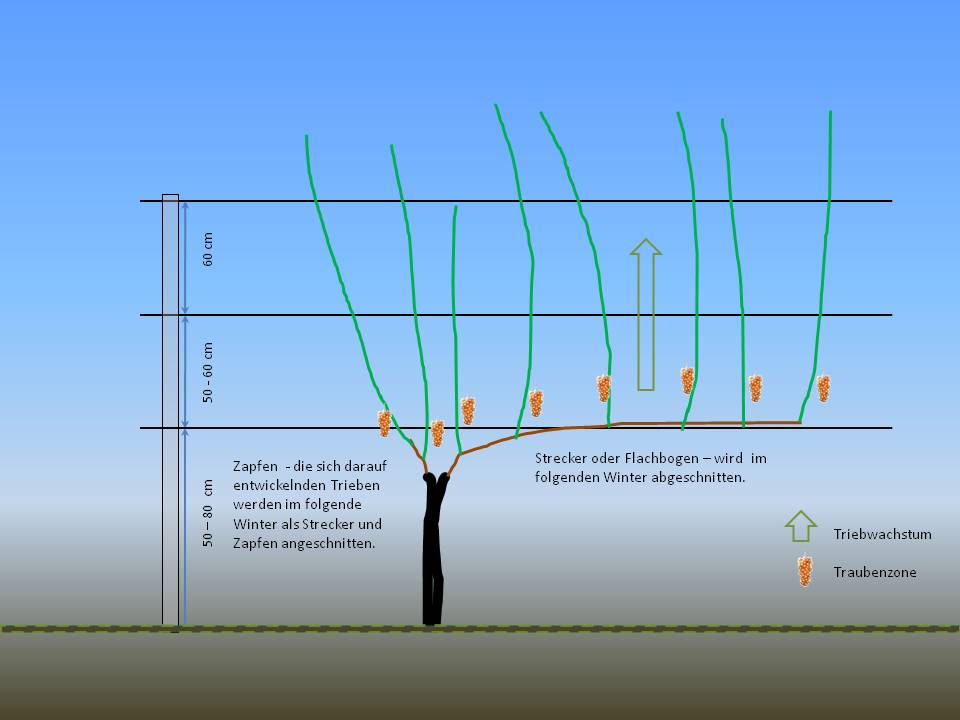
Het systeem van snoeien dat Jules Guyot voorstond

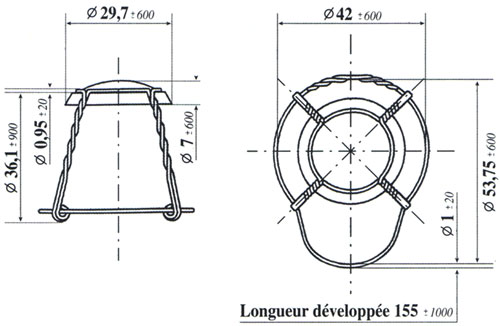
Tekening van de door Jules Guyot gepatenteerde muselet. 1844

Jules Guyot (17 mei 1807 in Gyé-sur-Seine in - 31 maart 1872 als gast van de graaf de La Loyère in het kasteel van Savigny-lès-Beaune, in de Côte-d'Or), was een Frans arts, natuurkundige en wetenschapper die vooral bekend is gebleven vanwege zijn werk voor de wijnbouw.
Na een korte periode als republikeins politiek activist die hem maandenlang in de gevangenis bracht ontwierp Dr. Jules Guyot een nieuw type locomotief. Hij heeft ook een kanon ontworpen dat van achteren werd geladen. In 1835 publiceerde hij een wetenschappelijke brochure over de beweging van lucht en de luchtdruk. Dit werk werd pas na zijn dood bekend.
In 1837 presenteerde hij aan de Parijse Academie van Wetenschappen een studie met daarin herziene berekeningen over de afplatting van de aarde en de loodlijn. Hij had in het Pantheon in Parijs geëxperimenteerd.
Dr. Jules Guyot publiceerde een "Étude des vignobles de France", een boek dat tot grote veranderingen in de Franse wijnbouw zou voeren. Daarvoor bezocht hij tussen 1861 en 1867 alle wijngebieden in 71 departementen van Frankrijk.
Tussen 1841 en 1850 werkte Dr. Guyot in Châlons-en-Champagne en van 1850 tot 1858 in Sillery, een gemeente die indertijd belangrijk was voor de productie van de druiven van de champagne. Hij werkte samen met Adolphe Jacquesson (1800-1876) van het indertijd vooruitstrevende champagnehuis Jacquesson & Fils en vond de muselet uit waarmee tegenwoordig de kurken van bijna alle champagneflessen op hun plaats worden gehouden. Het patent op de muselet werd in 1844 geregistreerd. Guyot cultiveerde een peer die naar hem de "Docteur Jules Guyot" wordt genoemd.

## Het système Guyot
Guyot maakte een naar hem genoemde techniek voor het leiden van de takken van de wijnstok populair. In het "système Guyot" ook "taille Guyot", "taille Guyot simple" of "taille Guyot double" genoemd, worden de takken langs staaldraden geleid om zo het meest van de zon te profiteren. Het systeem van Guyot wordt overal in Europa, naast het systeem van Gobelet gebruikt.
In het systeem wordt de uit het tweede oog van de wijnstok spruitende tak langs de onderste draad geleid en tot zes tot vijftien ogen teruggesnoeid. Daarna wordt de tak gebogen en aan de onderste draad vastgemaakt. Die tak draagt in dat jaar druiven. De tak die het dichtst bij de bloeiende en vruchtendragende tak groeit mag in het volgende jaar druiven dragen. De opbrengst van de wijnstokken die bij het systeem van Guyot wordt binnengehaald, is sterk afhankelijk van de snoeiwijze, het aantal ogen en de leeftijd van de stok.
Men spreekt van het système Guyot en het système double Guyot.

## Eerbewijzen
Dr. Jules Guyot was geen lid van een académie en ontving voor zijn werk geen onderscheidingen.
Postuum was er wel waardering. In Dijon in de Bourgogne is het "Institut universitaire de la Vigne et du Vin Jules Guyot" gevestigd. Daar wordt de oenologie op wetenschappelijk niveau onderwezen. In Aubiere is de Rue Jules Guyot naar hem genoemd.

## Publicaties van Dr. Jules Guyot
- Éléments de la physique générale. 1832
- Brochure sur les Mouvements de l'air et pressions de l'air en mouvement. 1835
- Culture de la vigne et vinification.
- Étude des vignobles de France, pour servir à l'enseignement mutuel de la viticulture et de la vinification françaises. 1872